# Otón III de Baviera
Otón III de Baviera o también Otón de Hungría (11 de febrero de 1261-9 de septiembre de 1312), vigésimo quinto rey de Hungría, miembro de la casa de los Wittelsbach. Fue duque de Baviera desde el 3 de febrero de 1290, portó el título de rey húngaro desde el 5 de diciembre de 1305 hasta su muerte. Sin embargo, en 1307 fue despojado del poder de Hungría. Al ser coronado Otón tomó el nombre de Béla en honor a su abuelo materno, por lo cual en muchas ocasiones se refieren a él como Bela V de Hungría.

## Biografía
Otón nació en 1261, hijo del duque Enrique XIII de Baviera y de Isabel, hija del rey Béla IV de Hungría. Casi una década antes de su nacimiento, su padre Enrique XIII y Luis II dividieron el Ducado de Baviera en dos el 28 de marzo de 1255. A partir de este momento pasó a existir la Alta Baviera controlada por Luis II, y la Baja Baviera por el padre de Otón. 
Otón tenía dos hermanos menores, pero como en la Baja Baviera la ley no permitía el régimen sucesorio, tras la muerte de Enrique XIII juraron que permitirían que Otón gobernase por un periodo de cuatro años. De esta forma, Enrique murió el 3 de febrero de 1290, tras lo cual los tres hermanos gobernaron por periodos como habían acordado.
La primera esposa de Otón fue Catalina de Habsburgo, la hija de Rodolfo I de Habsburgo, pero falleció el 4 de abril de 1283, y la dote volvió a manos de su padre. Puesto que Rodolfo comenzó cerca de 1282 a otorgar títulos y territorios a sus familiares, Otón no se arriesgó a mantener una política hostil contra él, ya que esto hubiese significado aislarse de su entorno inmediato.
Al fallecer Rodolfo el 15 de julio de 1291, variaron de manera importante las relaciones de poder en la zona. El trono germánico fue ocupado por Adolfo de Nasáu en vez de Alberto I de Habsburgo el 5 de mayo de 1292. Por otra parte, en 1294, también la Alta Baviera cambió de gobernador, pues Rodolfo I, el sobrino de Otón, igualmente apoyaba a Adolfo de Nasáu. De esta manera, las dos Bavieras, después de un largo tiempo llegaron a estar aliadas en el mismo bando. Con éxito variable, continuaron las campañas militares hasta que el 2 de julio de 1298, Adolfo de Nasáu fue derrotado en la batalla de Göllheim por el ejército de Alberto de Habsburgo. En esta batalla murió el propio Adolfo y Otón quedó herido, pero el nuevo rey germánico se apiadó de él por intervención del Arzobispo de Maguncia. Entonces en 1301, Otón ya como aliado de Alberto de Habsburgo. tomó parte en sus campañas militares.

## Alianza contra los Habsburgo
Probablemente Otón ya había sido considerado como heredero por vía materna del trono húngaro vacante en 1301, tras la muerte de Andrés III de Hungría, quien no tuvo hijos varones. Sin embargo, subió al trono el pequeño Wenceslao III de Bohemia de 12 años, cuyo padre lo hizo coronar el 27 de agosto de 1301.
El reinado de Wenceslao ofendió en muchos aspectos los intereses de los Habsburgo, puesto que la dinastía de los Přemyslidas casi dominaba los tres Estados vecinos importantes, el húngaro, el polaco y el bohemio, frente al poder de los Habsburgo. Por otra parte, Carlos Roberto Anjou-Sicilia pretendía el trono de Hungría por su parentesco sanguíneo con los húngaros, por lo que en otoño de 1304 partieron hacia Bohemia tropas germánicas, bávaras y húngaras de Carlos Roberto, movilización a la cual se unió también Otón.
El objetivo era ocupar la mina de plata de Kutna-Hora. Como el asedio no tuvo éxito, la alianza entre Alberto y Otón se disolvió. Otón cambió de bando apoyando a Wenceslao, quien lo convirtió en comandante de su ejército y consejero personal. El 21 de junio de 1305 murió Wenceslao II de Bohemia, y quedó desamparado el joven Wenceslao III de Bohemia (el cual era también rey húngaro), quien para este momento tenía tan solo 16 años de edad. El inexperto Wenceslao firmó la paz con los germánicos el 18 de agosto de 1305, y el rey alemán fue quien dictó las condiciones, entre ellas que Wenceslao debía renunciar al trono de Hungría y devolver las joyas de la corona real húngara. Alberto no exigió la corona para sí mismo, sino que deseaba entregársela a su sobrino, el otro pretendiente al trono húngaro Carlos Roberto.
Wenceslao accedió a la primera condición, y el 9 de octubre de 1305 renunció oficialmente a sus derechos sobre el trono húngaro en Brünn, y junto con la corona se los traspasó a Otón III de Baviera. Mientras tanto, surgía el descontento en Hungría, y la familia noble de los Kőszeg utilizó pronto su gran influencia para abrir el camino de Otón hacia el reino y el trono. 

## Rey de Hungría

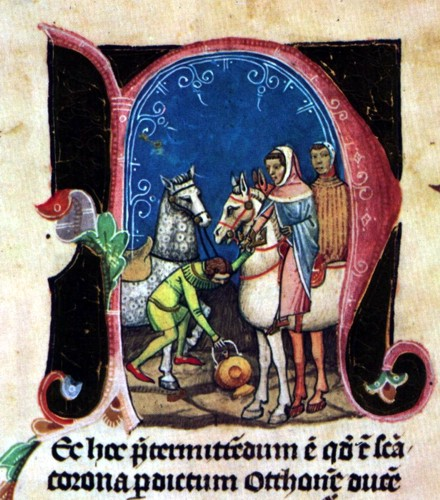
Otón encuentra la Santa corona húngara. Imagen de la Crónica Ilustrada húngara.

La llegada de Otón a Hungría no resultó sencilla, pues el duque Rodolfo II de Habsburgo se apresuró a intentar bloquear todos los caminos hacia el reino húngaro. Para evitar llamar la atención, Otón ordenó que se hiciera un recipiente grande donde escondió la Santa Corona Húngara. Una noche, el envase se cayó al suelo mientras viajaba, y cuando Otón se percató de lo ocurrido solamente lo halló al día siguiente cuando se apresuró a regresar a buscarlo. Este hecho ha sido resaltado frecuentemente en la historia húngara como dato curioso, pues ningún otro halló la corona, sino el propio Otón quien la llevaba.
El afortunado Otón al llegar a Hungría fue conducido a Székesfehérvár donde fue coronado por el obispo de Veszprém, Benedek Rádi, y por el obispo de Csanád, Antal. Sin embargo, la coronación no fue considerada legítima según la ley húngara, pues no fue llevada a cabo por el Arzobispo de Esztergom como estaba estipulado. Luego de la coronación, el nuevo rey de 44 años avanzó hacia Buda con un ejército y se paseó por toda la ciudad con la Santa Corona Húngara en la cabeza, pretendiendo demostrar que él era el rey legítimo.
Tras la desaparición de la Casa de Árpad en 1301, la siguiente década es conocida en la historia húngara como el interregno, aunque durante ese periodo existieron reyes coronados. Esa denominación se debe a que durante la primera mitad del siglo XIV hubo muchas familias nobles húngaras oligarcas que dominaban enormes extensiones de territorio en el reino, debilitando considerablemente el poder central del monarca.
Se sabe poco de lo sucedido durante el reinado de Otón, pues pocos documentos reales quedaron de esa época. Una vez en el trono Otón tomó el nombre de Béla V de Hungría, en honor a su abuelo materno Bela IV de Hungría. Sin embargo, la historia húngara no lo conoce más que como "Otón, rey de Hungría".
La presencia de Carlos Roberto en Hungría, y el poder de los oligarcas nobles, como Mateo Csák, Esteban Kőszegi y otros, impidieron que la influencia del poder real de Otón llegase a gran parte del reino. Intentó solidificar su poder otorgando propiedades a muchos nobles y a la Iglesia, pero no lo consiguió.
Inclusive el Papa Clemente V apoyaba a Carlos Roberto, y presionó constantemente a Otón para abandonar el trono. Cuando su permanencia en el poder se hizo difícil, abandonó la corte real y se dirigió a Transilvania a comienzos de 1307. Unas fuentes afirman que Otón partió en búsqueda del apoyo de los sajones que vivían en Transilvania, y según otras deseaba tomar por esposa a la hija de Ladislao Kán, uno de los nobles oligarcas más influyentes del momento. Sin embargo, Ladislao Kán arrestó a Otón y conservó la Santa Corona Húngara que este llevaba consigo. Otón solo estuvo apresado por varios meses, y fue liberado a cambio de una recompensa, viajando este directamente a Baviera. Una vez llegó Otón a su patria fue considerado un héroe y le rindieron honores, y su fracaso como gobernador húngaro se le atribuyó a los Habsburgo.
El 1 de mayo de 1308 murió Alberto de Habsburgo, de modo que Otón nuevamente vio la posibilidad de deshacerse de la hegemonía de los Habsburgo. Sin embargo, no consiguió derrotar a Leopoldo y a Federico, los hijos de Alberto, y el 7 de abril de 1311 firmó la paz con ellos en Passau.

## Obligación hacia Otón
Los enfrentamientos bélicos de la Baja Baviera, junto con los impuestos húngaros, generaron ciertos conflictos, que Otón resolvió con una ley que aplicaba para los nobles y la Iglesia. En esta ampliaba los derechos de la nobleza de Baviera. El documento fue emitido el 15 de julio de 1311 y conocido como la Obligación hacia Otón (Ottonische Handfeste). El documento no solo se referiría a Otón, sino a sus sucesores, por esto es considerado una ley fundamental en el derecho de Baviera. 
Otón murió el 9 de septiembre de 1312.